# 阮天寵
阮天寵（1956年10月17日—），印度前外交官。

## 經歷
阮天寵生於1956年10月17日，來自米佐拉姆邦，但早年時間大部分都是在奧里薩邦度過。畢業於烏特卡爾大學，也曾在布巴内什瓦尔的斯圖爾特學校和印度理工學院德里分校學習過。
1983年進入印度外交部。1985年至1986年，在香港學習中文。1987年開始，在北京工作三年。1997年至2000年，被派駐到上海。
2007年4月至2010年8月，任印度駐香港特別行政區和澳門特別行政區總領事。2010年4月19日，被任命爲下一任印度駐文萊高級專員。10月19日，向汶莱苏丹暨元首遞交國書。2013年10月4日，被任命爲印度駐菲律賓大使。2014年4月8日，向菲律賓總統貝尼格諾·阿基諾三世遞交國書，直到2016年去职。
2016年12月21日至2021年10月17日，任米佐拉姆邦首席資訊專員。

## 個人生活
已婚，育有兩個女兒。